# میکائیل سیمونیان
میکائیل سیمونیان (ارمنی: Միխայիլ Սիմոնյան؛ زاده ۱۹۸۶) موسیقی‌دان و ویولون‌نواز ارمنی‌تبار اهل روسیه است. وی از ۱۹۹۱ سال میلادی تا کنون مشغول فعالیت می‌باشد.

## زندگی‌نامه
وی در سال ۱۹۸۶ میلادی در نووسیبیرسک به دنیا آمد. در سن ۵ سالگی شروع به آموختن ساز ویولن نمود.
«سیمونیان در سال ۱۹۹۹ و در سن ۱۳ سالگی، نخستین حضور خود را در نیویورک، در مرکز هنرهای نمایشی لینکلن و به همراه «ارکستر هنرمندان جوان روسی-آمریکایی» (ARYO) تجربه کرد و همچنین نخستین بار در سن پترزبورگ روسیه، در تالار مارینسکی و در کنسرتی مشترک با «ارکستر جوانان مارینسکی» به روی صحنه رفت و کنسرتوی شمارهٔ ۱ ویولن کارول شیمانوفسکی را اجرا نمود.»  وی از مؤسسه موسیقی کرتیس در فیلادلفیا فارغ‌التحصیل گشت.